# Brug van Tczew
De Brug van Tczew werd van 1851 tot 1857 bij het huidige Poolse Tczew (toenmalig Duits Dirschau) over de rivier de Wisła gebouwd. De Architect was Friedrich August Stüler.
De brug bestaat uit zogenaamde traliedragers die op massieve pijlers liggen, Een voorbeeld voor deze brug was de Britanniabrug in het Verenigd Koninkrijk. In de Tweede Wereldoorlog werd de brug zwaar beschadigd en na de oorlog werd de brug grotendeels vernieuwd.

## Galerij

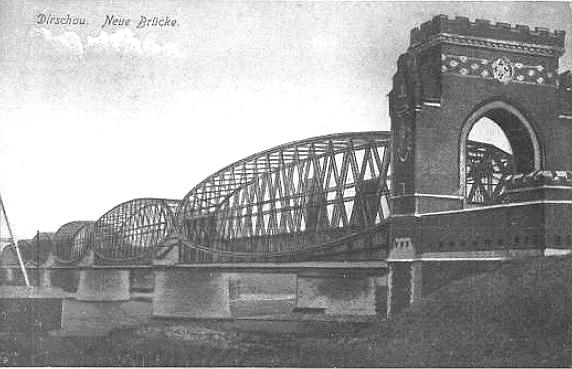
Brug rond 1900
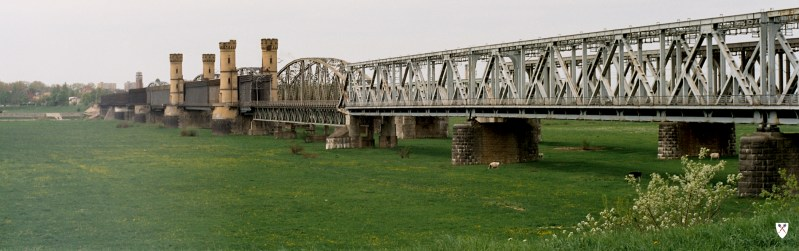
Brug in volle lengte